# Convertibilidad

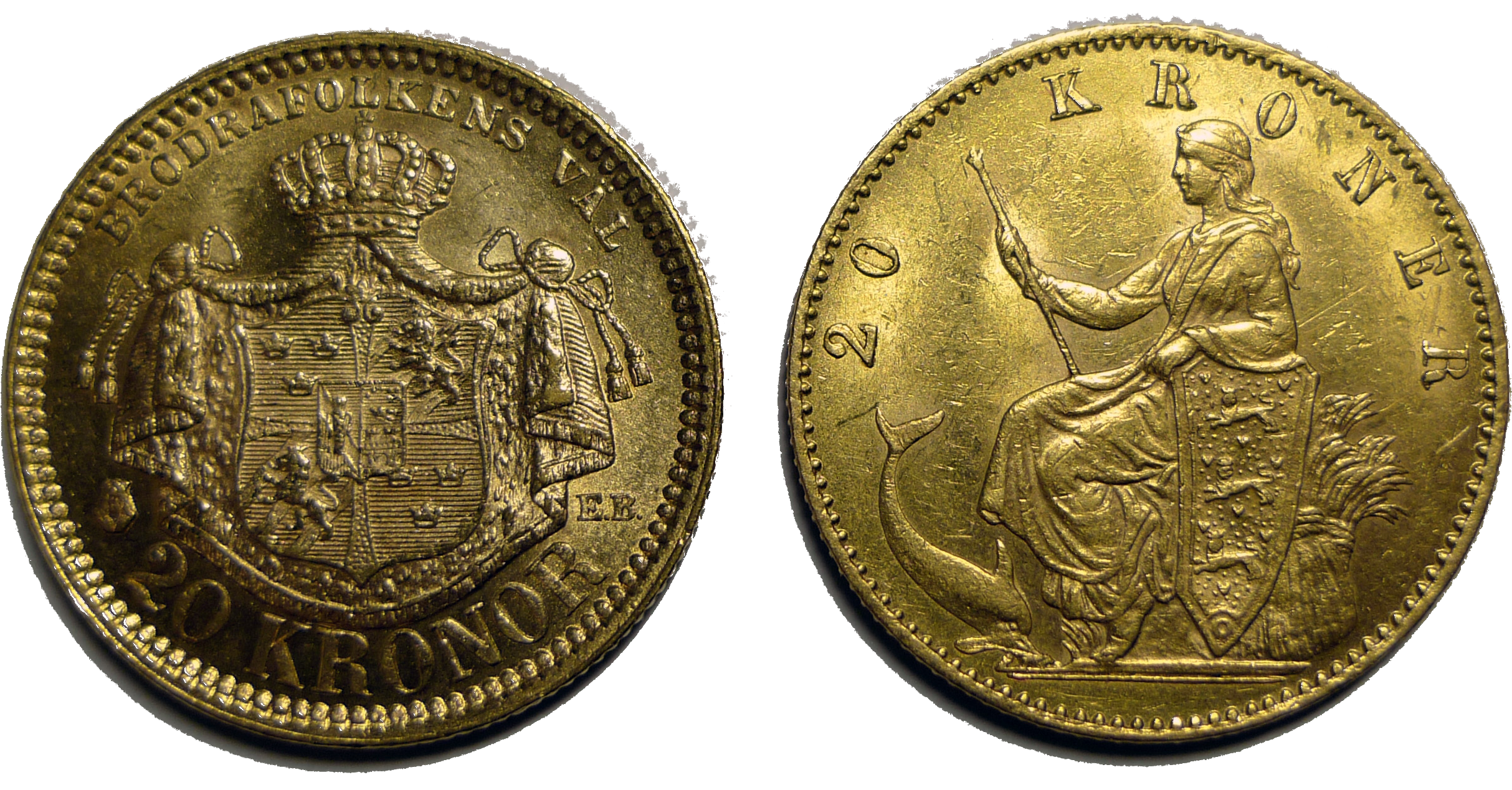
Monedas de oro con valor de 20kr del tiempo de la Unión Monetaria Escandinava. Una sueca (izquierda) y otra danesa (derecha)

La convertibilidad es un sistema monetario que fija el valor de una moneda con el de otra considerada más estable (generalmente el dólar o el euro) u otro patrón (por ejemplo el oro). La ventaja de un sistema monetario convertible es lograr previsibilidad en el valor de una moneda y evitar saltos inesperados en su cotización. La desventaja es la rigidez monetaria, que puede llegar a causar valores irreales (sobrevaloración o subvaloración), impidiendo que la elasticidad del precio de la moneda corrija este tipo de situaciones.
Hasta el abandono del patrón oro, este metal solía ser el elegido como referencia para un sistema convertible. Luego se impuso el uso del dólar estadounidense y a comienzos del siglo XXI en algunos países, el euro empieza a ser usado con este propósito.
Existe también un sistema llamado canasta de monedas que básicamente es una convertibilidad, pero tomando como referencia más de una moneda —por ejemplo, la suma del dólar y el euro dividida por dos—. Este sistema puede llegar a ofrecer una mayor fluctuación que la convertibilidad clásica, aunque no es muy usado.

## Historia de la convertibilidad
Este sistema se ha implementado en muchos países y en muchas épocas. En el período 1870-1914, muchos países implementaron la convertibilidad con el oro, siendo conocido este periodo como el del patrón oro clásico. Con el inicio de la Primera Guerra Mundial se abandonó la convertibilidad para financiar la guerra. Durante los años 20 varios países intentaron volver al patrón oro, sin embargo, con la Gran depresión de 1929, casi todos los países dejaron la convertibilidad.
En 1944, en la Conferencia de Bretton Woods, se estableció la convertibilidad del dólar estadounidense con el oro a razón de 35 dólares la onza, pero en el 15 de agosto de 1971, durante el gobierno de Richard Nixon, esta paridad desapareció, a causa del déficit comercial estadounidense (el primer desde 1893), y de presiones internacionales cada vez más rotundas sobre el dólar.
A comienzos del siglo XXI hay varios países con regímenes de convertibilidad. También hay muchos que la han empleado en el pasado. Algunos ejemplos de países que la han utilizado son las Bahamas, Bermuda, Hong Kong, Letonia, Lituania y Singapur. La salida de la convertibilidad ha tenido graves consecuencias en las economías de algunos países, como Hong Kong en 1997, en Brasil en 1998 y en Argentina en 2002.